# Irische Fußballnationalmannschaft/Olympische Spiele
Die irische Nationalmannschaft hatte ihr Debüt auf der olympischen Bühne bei den Spielen im Jahr 1924. Außer einer weiteren Teilnahme im Jahr 1948, nahm bislang noch keine weitere Mannschaft an einem olympischen Turnier teil.

## Ergebnisse bei den Olympischen Spielen

### 1924
Als Irischer Freistaat nahm erstmals eine Mannschaft im Jahr 1924 an dem olympischen Fußballturnier teil. Dort besiegte man im Achtelfinale dann die Mannschaft aus Bulgarien. Anschließend traf man dann im Viertelfinale auf die Niederlande, gegen welche man, nachdem es zum Ende der ersten Halbzeit schon 1:1 stand, erst in der Verlängerung am Ende mit 1:2 verlor.

### 1948
Die zweite Teilnahme einer Mannschaft, diesmal als Irland, fand bei dem Turnier der Spiele 1948 statt. Diesmal traf man erneut auf die Niederlande, verlor aber direkt in der Vorrunde mit 1:3, wobei man bereits zur Halbzeit mit 0:2 zurücklag. 

### 1956 bis 1988
Ab den Spielen 1956 fand eine Qualifikation für die Spiele statt. An dieser nahm auch erstmals 1960 eine irische Auswahl teil. Hier reichte es in der Qualifikationsgruppe vor Großbritannien jedoch nur für einen zweiten Platz. Danach ist erst wieder eine Teilnahme bei der Qualifikation zu den Spielen 1972 bekannt, wo man gegen Jugoslawien jedoch bereits in der ersten Runde ausschied. Auch bei der Qualifikation für das Turnier im Jahr 1976 schied man direkt in der ersten Runde aus. Diesmal jedoch gegen die Tschechoslowakei. Bei der 1. Runde der Qualifikation für die Spiele 1980 war dann nach einem 2:1 nach Hin- und Rückspiel gegen Norwegen Schluss.
Letztes nahm man dann an einem Qualifikationsturnier für die Spiele 1988 teil, landete hier in einer Gruppe mit Schweden, Ungarn, Spanien und Frankreich mit fünf Punkten nur auf dem vorletzten Platz.

### Seit 1992
Seit den Spielen 1992 werden die europäischen Startplätze über die Platzierung bei der zuletzt ausgetragenen U-21-Europameisterschaft entschied. Bis heute gelang es der irischen U-21-Mannschaft sich aber noch nie für so ein Turnier überhaupt zu qualifizieren. 